# Сјелњица
Сјелњица (слч. Sielnica) насељено је мјесто са административним статусом сеоске општине (слч. obec) у округу Звољен, у Банскобистричком крају, Словачка Република.

## Становништво
| Година:    | 1994. | 2004.   | 2014.    | 2024.   |
| ---------- | ----- | ------- | -------- | ------- |
| Број људи: | 1112  | 1197    | 1392     | 1419    |
| Разлика:   |       | +7,64 % | +16,29 % | +1,93 % |

| Година:    | 2023. | 2024.   |
| ---------- | ----- | ------- |
| Број људи: | 1415  | 1419    |
| Разлика:   |       | +0,28 % |

Према подацима о броју становника из 2011. године насеље је имало 1.339 становника.